# Kazumi Yamashita (artiste)
Pour les articles homonymes, voir Yamashita.
山下 和美
Œuvres principales
- Tensai Yanagisawa kyōju no seikatsu
- Land

Kazumi Yamashita (山下 和美, Yamashita Kazumi), née le 15 août 1959 à Otaru, dans la sous-préfecture de Shiribeshi sur l'île d'Hokkaidō, est une mangaka japonaise.

## Biographie
Yamashita commence sa carrière comme mangaka de mangas shōjo. Sa carrière professionnelle commence en 1980 dans le magazine Margaret. Elle est à ses débuts influencée par le style de Mariko Iwadate.
Elle est notamment connue pour son manga Tensai Yanagisawa kyōju no seikatsu, publié dans le magazine Morning et pour lequel elle remporte le Prix du manga Kōdansha dans la catégorie générale. Le personnage principal du manga est inspiré de son propre père.
Elle reçoit le Grand Prix du Prix culturel Osamu-Tezuka 2021 pour son manga Land.

## Œuvre
- Dandy and Me (ダンディーとわたし, Dandii to Watashi?), 1987–1996[5],[6]
- Tensai Yanagisawa kyōju no seikatsu (天才柳沢教授の生活?), 1988–présent[7], en pause
- Wonder Boy (不思議な少年, Fushigi na Shōnen?) 2001–2020[8],[9], en pause
- Suki desu! (数寄です!?), 2010–2013
- Land (ランド, Rando?), 2014–2020[10]